# 鲲鹏击浪
《鲲鹏击浪》是一部2023年中国大陆革命历史剧。该剧由刘飚执导，刘承林、米卓清领衔主演，于洋、李东翰、董勇、黄淏楠、宋佩泽、天爱、肖昀希、王晓云子主演，丁柳元、江柏萱、陆玲、张静东、丁志勇、徐鹏斐、齐纪深、王迪联合主演。2023年12月18日于北京卫视、浙江卫视、广东卫视首播，网络平台在爱奇艺、优酷视频、腾讯视频平台上线。该剧是纪念毛泽东诞辰130周年的献礼剧之一（另一部是《问苍茫》）。

## 播出时间
| 频道/平台                    | 所在地   | 播出日期                    | 播出时间               | 备注                                                      |
| ---------------------------- | -------- | --------------------------- | ---------------------- | --------------------------------------------------------- |
| 北京卫视、浙江卫视、广东卫视 | 中国大陆 | 2023年12月18日-2024年1月8日 | 19:30                  | 周日至周四2集连播，周五、六播出1集 2023年12月31日暂停播出 |
| 爱奇艺、优酷视频、腾讯视频   | 中国大陆 | 2023年12月18日-2024年1月8日 | 与电视播出当日同步上线 |                                                           |

## 剧情简介
本剧以1918年毛泽东从湖南第一师范毕业到1921年参加中共一大会议为故事线，毛泽东从一个青年学子逐渐成长为一名马克思主义者。该剧通过毛泽东北上求學、组织青年学生赴法勤工俭学、领导湖南驱张运动、创办《湘江评论》、开展学运工运、组建湖南共产主义小组等事件，记述了毛泽东如何在纷繁杂乱的众多主义中寻找到马克思主义并为之奋斗一生的故事。

## 演员列表

### 主要演员
- 刘承林 饰 毛泽东
- 米卓清 饰 杨开慧
- 于洋 饰 杨昌济
- 李东翰 饰 李大钊

### 其他演员
- 黄淏南 饰 蔡和森
- 宋佩泽 饰 萧子升
- 天爱 饰 向警予
- 肖昀希 饰 陶斯咏
- 王晓云子 饰 蔡畅
- 侯祥玲 饰 陈独秀
- 王志飞 饰 蔡元培
- 董勇 饰 张敬尧
- 丁柳元 饰 葛健豪
- 王智慧 饰 向振熙
- 江柏萱 饰 毛贻昌
- 陆玲 饰 文素勤
- 丁志勇 饰 何叔衡
- 邵汶 饰 胡适
- 何明翰 饰 邵飘萍
- 张静东 饰 李石曾
- 宋庆 饰 黄侃
- 吴季峰 饰 邹鼎丞
- 廖圣光 饰 张昆弟
- 马博洋 饰 罗章龙
- 刘祖浩 饰 毛泽民
- 胡玉涵 饰 毛泽覃
- 樊雨洁 饰 毛泽建
- 高森 饰 赵明佑
- 徐鹏斐 饰 张国焘
- 齐纪深 饰 邓中夏
- 邹雪卿 饰 傅斯年
- 宋麒 饰 朱谦之
- 王迪 饰 彭璜
- 易正福 饰 周世钊
- 王禹翰 饰 萧子璋
- 姜川 饰 易礼容
- 瞿楚原 饰 陈昌
- 李明亮 饰 郭亮
- 仇永力 饰 熊希龄
- 任学海 饰 徐世昌
- 刘飚 饰 靳云鹏
- 王朋利 饰 谭延闿
- 宋宗轩 饰 赵恒惕
- 薛泽源 饰 张成宗
- 时男 饰 张敬汤
- 王韦智 饰 陶敬轩
- 王力 饰 吴厅长
- 黄婷 饰 吴芷若
- 邵昊林 饰 吴兰若
- 周浩东 饰 聂云台
- 李颖嘉 饰 黎锦熙

## 制作与花絮
该剧于2023年4月20日在浙江横店影视城开机，同年8月中杀青。
该剧主要角色选用刘承林、米卓清等一批新人演员饰演，并邀请了于洋、董勇、丁柳元、王志飞等实力演员参演。剧中主要角色是从全国6000多人中海选出来的，在拍摄前剧组曾专门组织主创人员参观毛主席纪念堂、北大红楼、韶山毛泽东故居、板仓杨开慧纪念馆、湖南第一师范等地。

## 獎項
| 年份 | 頒獎典禮               | 獎項             | 入圍者       | 结果 |
| ---- | ---------------------- | ---------------- | ------------ | ---- |
| 2024 | 2024首都電視節目春推會 | 年度特別貢獻劇集 | 《鲲鹏击浪》 | 獲獎 |
| 2024 | 第34届电视剧飞天奖     | 优秀电视剧奖     | 《鲲鹏击浪》 | 提名 |